# Bellevue (Svájc)
Bellevue település Svájcban, Genf kantonban. Lakosainak száma 3299 fő (2018. december 31.). Genf városának agglomerációjába sorolható.

## Népesség
A település népességének változása az elmúlt években:
| 2017 | 3 322 |
| 2018 | 3 299 |

Történelmi viszonylatban: